# Sylvia Albrecht
Pour les articles homonymes, voir Albrecht.
Sylvia Albrecht, née le 28 octobre 1962 à Berlin, est une patineuse de vitesse est-allemande.

## Biographie
Aux Jeux de Lake Placid 1980, elle remporte la médaille de  bronze du 1 000 mètres. Elle a mis à terme à sa carrière à la suite de cette compétition, alors qu'elle l'avait débuté l'année précédente à l'âge de 16 ans.

## Palmarès
| Compétition     | Or | Argent | Bronze         |
| Jeux olympiques |    |        | 1980 (1 000 m) |

## Records personnels
| Distance     | Temps         | Année |
| ------------ | ------------- | ----- |
| 500 mètres   | 41 s 2        | 1979  |
| 1 000 mètres | 1 min 23 s 6  | 1979  |
| 1 500 mètres | 2 min 11 s 17 | 1979  |
| 3 000 mètres | 4 min 41 s 12 | 1979  |